# Gnorimosphaeroma akanense
Gnorimosphaeroma akanense är en kräftdjursart som beskrevs av Nunomura1998. Gnorimosphaeroma akanense ingår i släktet Gnorimosphaeroma och familjen klotkräftor. Inga underarter finns listade i Catalogue of Life.